# Pieter Saaiman
Pieter Willem Saaiman, né le 18 avril 1951 à Prieska en Afrique du Sud et mort le 20 octobre 2021 à Tshwane, est un homme politique d'Afrique du Sud issu de la communauté coloured, membre successivement du parti démocratique uni (1989-1991), du Parti national (1991-1998), du Nouveau Parti national (1998-2005), du congrès national africain (2005-2009) et du Congrès du Peuple (depuis 2009). Membre de la chambre des représentants du parlement tricaméral (1989-1994), il est ministre du logement, des gouvernements locaux et de l’agriculture (1992-1993) puis ministre de l'éducation (1993-1994) au sein de la chambre des représentants. 
Membre de l’assemblée nationale du parlement (1994-1996 et 2003-2004) ainsi que de l'assemblée provinciale du Cap-du-Nord (1996-2003 et 2004-2009), il est ministre provincial chargé des travaux publics et préside la branche provinciale du nouveau parti national. Nommé ministre-adjoint aux services correctionnels en septembre 2003 dans le gouvernement Mbeki, il est, à la suite des élections générales sud-africaines de 2004, membre du conseil exécutif du gouvernement provincial du Cap-du-Nord, chargé des affaires économiques, de l'environnement et du tourisme.

## Biographie
Enseignant dans les écoles du nord de la province du Cap, il devient député du parti démocratique uni à la chambre des représentants lors des élections générales sud-africaines de 1989 et de 1992 à 1994, ministre du parlement sous la présidence de Jac Rabie. En 1991, il rallie le parti national, à la suite de la dissolution du parti démocratique uni, et apporte son soutien au gouvernement de Klerk.
Élu à l'assemblée nationale lors des élections générales sud-africaines de 1994, il devient le 30 avril 1996 membre de l'assemblée législative du Cap Nord où il entre dans le gouvernement provincial en tant que ministre chargé des travaux publics.
Chef du nouveau parti national dans le Cap-Nord à partir de septembre 1997, il participe au ralliement de sa formation à l'ANC ce qui l'amène à être nommé vice-ministre aux services correctionnels dans le gouvernement de Thabo Mbeki en septembre 2003. Bien que non favorable à la dissolution du NNP, il rejoint l'ANC et participe au gouvernement du Cap-Nord jusqu'à sa défection au Congrès du Peuple en 2009. Il est candidat pour cette formation aux élections générales sud-africaines de 2009 sur la liste nationale à la 161e place en position non éligible.

## Sources